# Synagoge (Herleshausen)
Die Synagoge in Herleshausen, einer Gemeinde im Werra-Meißner-Kreis in Hessen, wurde 1846 errichtet und 1938 zerstört. Die Synagoge stand in der Lauchröder Straße 3.

## Geschichte
Nachdem in den 1840er Jahren die Zahl der jüdischen Gemeindemitglieder stark zugenommen hatte, entschloss sich die jüdische Gemeinde zum Bau einer Synagoge, die 1848 eingeweiht wurde. In den Jahren 1927/28 erfolgte ein umfassender Um- und Neubau des Synagogengebäudes, nachdem dieses wegen Baufälligkeit geschlossen werden musste. Das sanierte Gebäude hatte 78 Plätze für Männer und 52 für Frauen auf der Empore. Es wurde am 2. September 1928 in Anwesenheit des Landesrabbiners neu eingeweiht. 
In der Nacht vom 9. auf den 10. November 1938 wurde die Synagoge im Zuge der Novemberpogrome 1938 zerstört. Die Ruine wurde 1939 beseitigt.

## Gedenken
Seit 2008 erinnert eine Gedenktafel an die Synagoge in Herleshausen.